# Carol Macedo
Caroline Soares Macedo,  (São Paulo, 3 de agosto de 1993)  é uma atriz brasileira. Ficou conhecida por interpretar Kelly Miranda na telenovela Passione, em 2010. No cinema, fez participação no filme Isolados.

## Biografia e carreira
Carol começou sua carreira artística aos sete anos de idade, fazendo campanhas publicitárias. Desde cedo se preparou fazendo workshops com Cininha de Paula e Beto Silveira. Com 15 anos julgou necessário estudar teatro e se matriculou na Escola de Atores Wolf Maya, onde estudou até o terceiro módulo, quando, em 2010, resolveu participar de um teste para a telenovela do horário nobre Passione. Foi bem-sucedida e ganhou o papel para interpretar Kelly, irmã da antagonista vivida por Mariana Ximenes. Esse trabalho lhe valeu a indicação no Domingão do Faustão, no Melhores do Ano, para Atriz Mirim Revelação do ano, e também em outros prêmios como Atriz Revelação do ano. A telenovela seguinte foi Fina Estampa onde interpretou a dançarina de funk Solange.
Em 2012 rodou o filme Isolados, um suspense psicológico protagonizado por Bruno Gagliasso e Regiane Alves e com direção de Tomas Portella que estreou em 2014. Em janeiro de 2013 deu início às filmagens do longa-metragem Soroche. Neste mesmo ano ela faz uma participação especial como Gorete, empregada de Juliana (Vanessa Gerbelli) nos primeiros capítulos da trama Em Família. Em 2017 viveu Katiane (K2), principal antagonista jovem da vigésima-quinta temporada de Malhação, intitulada Viva a Diferença. Em 2018 viveu a personagem Paulina Ferrão em O Tempo Não Para. Em 2019 participou de Éramos Seis como Inês, par romântico de Carlos (Danilo Mesquita).

## Filmografia

### Televisão
| Ano     | Título                     | Papel                                     | Notas                           |
| ------- | -------------------------- | ----------------------------------------- | ------------------------------- |
| 2010-11 | Passione                   | Kelly Miranda                             |                                 |
| 2011-12 | Fina Estampa               | Solange de Souza Fonseca (Sol do Recanto) |                                 |
| 2014    | Em Família                 | Gorete                                    | Episódios: "10–18 de fevereiro" |
| 2015    | Mister Brau                | Luzia                                     | Episódio: "22 de setembro"      |
| 2017–18 | Malhação: Viva a Diferença | Katiane Azevedo (K2)                      |                                 |
| 2018–19 | O Tempo Não Para           | Paulina Emerenciano da Silva              |                                 |
| 2019-20 | Éramos Seis                | Inês Ferreira dos Santos                  |                                 |
| 2021-22 | Quanto Mais Vida, Melhor!  | Rose (jovem)                              | Participação especial           |
| 2023    | As Five                    | Katiane Azevedo (K2)                      | Episódio: "Contando as horas"   |
| 2025    | Mania de Você              | Dimalice                                  | Episódios: "11–14 de fevereiro" |

### Cinema
| Ano  | Filme           | Personagem |
| ---- | --------------- | ---------- |
| 2013 | Soroche         | Ana        |
| 2014 | Isolados        | Vítima     |
| 2015 | Linda de Morrer | Marta      |

## Teatro
| Ano  | Peça               |
| ---- | ------------------ |
| 2012 | Escola de Mulheres |

## Prêmios e indicações
| Ano  | Prêmio                       | Categoria                     | Trabalho indicado | Resultado |
| ---- | ---------------------------- | ----------------------------- | ----------------- | --------- |
| 2010 | Prêmio Arte Qualidade Brasil | Melhor Atriz Infantil/Juvenil | Passione          | Indicada  |
| 2010 | Prêmio Quem                  | Melhor Revelação              | Passione          | Indicada  |
| 2011 | Prêmio Contigo! de TV        | Melhor Revelação              | Passione          | Indicada  |
| 2011 | Melhores do Ano              | Ator/Atriz Mirim              | Passione          | Indicada  |
| 2012 | Meus Prêmios Nick            | Atriz Favorita                | Fina Estampa      | Indicada  |